# Rajpal Yadav
Pour les articles homonymes, voir Yadav (homonymie).
Rajpal Yadav est un acteur, réalisateur, scénariste et parolier indien, né le 16 mars 1971 à Shahjahanpur.

## Biographie
Le 10 juin 2003, il se marie avec Radha Yadav avec qui il a eu deux filles : Moni et Honey.

## Filmographie

### Acteur

#### Cinéma
- 1999 : Dil Kya Kare : School's Watchman
- 1999 : Mast : Cafe boy
- 1999 : Shool : Porter
- 2000 : Jungle : Sippa (Terrorist)
- 2001 : Chandni Bar : Iqbal Chamdi
- 2001 : Pyaar Tune Kya Kiya... : Rampal Yadav / Chhota Vakeel
- 2001 : Yeh Zindagi Ka Safar : Dada
- 2002 : Chor Machaaye Shor : Johnny - Shyam's friend
- 2002 : Company : Joseph
- 2002 : Hum Kisi Se Kum Nahin : Thief at the parking lot
- 2002 : Koi Mere Dil Se Poochhe : Raj Naidu
- 2002 : Lal Salaam : Dhattu
- 2002 : Maine Dil Tujhko Diya : Munna (Bhaijaan's henchman)
- 2002 : Maseeha : Surajbhan's brother-in-law
- 2002 : Pardesi Re
- 2002 : Road : Bhanwar Singh
- 2002 : Tum Se Achcha Kaun Hai
- 2002 : Tumko Na Bhool Paayenge : Lallan
- 2003 : Darna Mana Hai : Apple vendor
- 2003 : Ek Aur Ek Gyarah: By Hook or by Crook : Chhotu
- 2003 : Haasil : Chhutku
- 2003 : Hungama : Raja
- 2003 : Kal Ho Naa Ho : Guru
- 2003 : Main Madhuri Dixit Banna Chahti Hoon! : Rajeshwar Singh (Raja)
- 2003 : The Hero: Love Story of a Spy : Major's sidekick
- 2004 : Aan: Men at Work : Apte
- 2004 : Dil Bechara Pyaar Ka Maara : Tunda Bhai
- 2004 : Garv: Pride and Honour : 555 (informer)
- 2004 : Insaaf: The Justice : Kailu
- 2004 : Love in Nepal : Bunty Guide
- 2004 : Mujhse Shaadi Karogi : Raj Purohit / Paul
- 2004 : Shart: The Challenge : Bhootnath
- 2004 : Taarzan: The Wonder Car : Havaldar Sitaram
- 2004 : Vaastu Shastra : Rajpal (mad guy)
- 2005 : 'D' : Dance Artiste
- 2005 : Amar Joshi Shahid Ho Gaya : Director's assistant
- 2005 : Bose, le heros oublié : Bhagat Ram Talwar
- 2005 : Bye Bye Miss Goodnight : Rajesh
- 2005 : Forgotten Showers : Madhav
- 2005 : Garam Masala : Babban
- 2005 : James : Tony
- 2005 : Kyaa Kool Hai Hum : Uma Shankar Tripathi
- 2005 : Main, Meri Patni... Aur Woh! : Mithilesh
- 2005 : Maine Pyaar Kyun Kiya : Thapa
- 2005 : Paheli, le fantôme de l'amour : Bhoja
- 2005 : Shaadi No. 1 : Mr. Y
- 2005 : Waqt: The Race Against Time : Laxman
- 2006 : Apna Sapna Money Money : Matha Prasad
- 2006 : Baabul : Balraj's Chauffeur
- 2006 : Bhagam Bhag : Ghulam Lakhan 'Gullu' Singh
- 2006 : Chashme Bahaddar : Shantaram Mane
- 2006 : Chup Chup Ke : Bandya
- 2006 : Darna Zaroori Hai : Insurance Salesman
- 2006 : Ladies Tailor : Chander
- 2006 : Love in Japan : Chakra D. Dhari
- 2006 : Malamaal Weekly : Baj 'Bajey' Bahadur
- 2006 : Phir Hera Pheri : Pappu
- 2006 : Shaadi Se Pehle : 'Shayar' Kanpuri
- 2006 : Tom, Dick, and Harry
- 2006 : Khan Kluay : Dildaar (voix)
- 2007 : Anwar : Gopinath
- 2007 : Bhool Bhulaiyaa : Chhote Pandit / Lal Hanuman
- 2007 : Dhol : Martan 'Maru' Damdere
- 2007 : Go : Jagtap Tiwari
- 2007 : Partner : Chota Don
- 2007 : Ram Gopal Varma's Indian Flames : Rambhabhai
- 2007 : Undertrial : Sagar Hussain
- 2008 : Bhoothnath : Anthony
- 2008 : C Kkompany : Lambodhar Jha
- 2008 : Chamku : Hussain
- 2008 : God Tussi Great Ho : Rangeela - Lottery Stall Owner
- 2008 : Hastey Hastey Follow Your Heart : Sunny Malhotra
- 2008 : Kahaani Gudiya Ki...: True Story of a Woman : Feroz
- 2008 : Krazzy 4 : Gangadhar
- 2008 : Mere Baap Pehle Aap : Manu
- 2008 : Rama Rama Kya Hai Dramaaa : Santosh Singh
- 2008 : Y.M.I. Yeh Mera India : Bhola Paswan
- 2009 : Billu : Jhallan Kumar
- 2009 : Bolo Raam : Aatma Ram
- 2009 : Chal Chala Chal : Sunder
- 2009 : Daddy Cool: Join the Fun : Andrew Simons
- 2009 : De Dana Dan : Dagdu
- 2009 : Do Knot Disturb : Mangu
- 2009 : Ek Se Bure Do : Tony
- 2009 : Kal Kissne Dekha : Jailor
- 2009 : Toss: A Flip of Destiny : Duffy
- 2010 : Action Replay : Bhiku
- 2010 : Benny and Babloo : Babloo Charan Lathi
- 2010 : Fauj Mein Mauj
- 2010 : Hello Hum Lallann Bol Rahe Hain : Lallan Prasad Prajapati
- 2010 : Khatta Meetha : Rangeela
- 2010 : Kushti : Chander
- 2010 : Mirch : Kashi
- 2010 : Rann : Anand Prakash Trivedi
- 2011 : Be Careful : Sachidanand Brijmohan Pandit / Pands
- 2011 : Bin Bulaye Baraati : Murari
- 2011 : Chaloo Movie : B.G. Khoji
- 2011 : Masti Express : Raju
- 2011 : Raada Rox
- 2011 : Satrangee Parachute : Parimal Babu
- 2012 : Ata Pata Lapatta : Manav / Satyanand
- 2012 : Four Two Ka One : Raja
- 2012 : Mere Dost Picture Abhi Baaki Hai : Suraj
- 2012 : Overtime
- 2013 : D-Day : Singer
- 2013 : Krrish 3 : Kripal Sharma
- 2013 : Pied Piper : Chunnilal
- 2013 : Policegiri : Tutu
- 2013 : Rangrezz
- 2013 : Ronde Sare Vyah Picho : Chunnilal
- 2013 : Zindagi 50 50 : PK Lele
- 2014 : Balwinder Singh Famous Ho Gaya
- 2014 : Bhopal: A Prayer for Rain : Dilip
- 2014 : Gang of Ghosts : Cook
- 2014 : Main Tera Hero : Peter
- 2015 : Baankey Ki Crazy Baraat
- 2015 : Bumper Draw : Farooq (en tant que Raajpal Yadav)
- 2015 : Dirty Politics : Anokhi Devi's Manager
- 2015 : Hogaya Dimaagh Ka Dahi : Masala
- 2015 : Kick 2
- 2015 : Thoda Lutf Thoda Ishq : Ghungroo (en tant que Raajpal Yadav)
- 2015 : Welcome Back
- 2016 : Hume Toh Loot Liya
- 2016 : Sawal 700 Crore Dollar Ka
- 2016 : Shraap
- 2016 : Yeh Hai Lollipop : Babloo
- 2017 : Blue Mountains : Damodar
- 2017 : Boichek
- 2017 : Judwaa 2 : Nandu
- 2018 : Choron Ki Baraat : Raju
- 2018 : Jawaani Lay Doobi
- 2018 : Life of Kukku
- 2018 : Nada Pandey
- Date inconnue : Das Capital Gulamon Ki Rajdhani
- Date inconnue : Khallballi: Fun Unlimited

### Réalisateur
- 2012 : Ata Pata Lapatta

### Scénariste
- 2005 : Main, Meri Patni... Aur Woh!
- 2012 : Ata Pata Lapatta

### Parolier
- 2010 : Rann